# Агамалзаде, Музаффар Мамедибрагим оглы
Музаффар Мамедибрагим оглы Агамалзаде (азерб. Müzəffər Məhəmməd İbrahim oğlu Ağamalızadə, род. 23 января 1940) — азербайджанский музыкант, флейтист, музыкальный педагог. Народный артист Азербайджана (2005). Профессор музыки. 

## Биография
Музаффар Мамедибрагим оглы Агамалзаде родился 23 января 1940 года в Баку, в семье рабочего.
С 1953 по 1958 годы проходил обучение в музыкальной школе при Азербайджанской государственной консерватории, окончил класс Зильбермана. Затем, с 1958 по 1960 годы начал исполнительскую деятельность в Азербайджанском Государственном симфоническом оркестре оперы и балета, в 1959 году принял участие в декаде азербайджанской культуры в Москве. C 1959 по 1964 годы обучался в Азербайджанской государственной консерватории имени Узеира Гаджибекова, по классу флейты у Искендерова. Получил квалификацию солиста, солиста оркестра, преподавателя музыки. С 1960 по 1962 годы он стал лауреатом нескольких конкурсов, проводимых в Азербайджане. В 1963 году участвовал в музыкальном конкурсе в Ленинграде.
С 1961 по 1972 годы являлся солистом Азербайджанского Государственного симфонического оркестра имени Узеира Гаджибекова. С 1970 года работал в качестве исполнителя квинтета духовых инструментов. С 1965 года работал преподавателем в музыкальном техникуме имени Асафа Зейналлы, а с 1972 по 1975 годы работал в Азербайджанском государственном камерном оркестре имени Кара Караева.
С 1975 по 1978 годы Музаффар Агамалзаде был командирован Министерством культуры Советского Союза в государственную консерваторию Алжира, где преподавал и продолжил работу солистом в оркестре консерватории. Вернувшись на родину, он привёз с собой множество музыкальных сочинений.
Педагогическая деятельность певца возобновилась в 1979 году в Баку. С 1979 по 1984 годы он работал в музыкальном техникуме имени Асафа Зейналлы, с 1979 года трудился в Азербайджанской государственной консерватории на кафедре духовых и ударных инструментов.
В 1972 по 1992 годы созданный им духовой квинтет дал концерты во многих городах Азербайджана и Советского Союза. Наряду с этим, по его инициативе в комитете радио и телевидения Азербайджана были записаны многие произведения азербайджанских и мировых композиторов. В 1984 году Музаффар Агамалзаде по просьбе выдающегося дирижера Ниязи вернулся в состав Азербайджанского Государственного симфонического оркестра. Был приглашён в Турцию, где работал до 1992 года. Сначала трудился в государственной консерватории университета Фракии в Адирне, а затем с 1995 года в Университете Билканта в Анкаре в качестве солиста оркестра и педагога. Работа в Турции продолжалась до 2002 года.
Вернувшись на родину, Музаффар Агамалзаде стал дальше продолжать работу солистом в Азербайджанском Государственном симфоническом оркестре. С того же года и по настоящее время он трудится профессором на кафедре духовых и ударных инструментов Бакинской Музыкальной Академии.

## Награды
- Народный артист Азербайджанской Республики — 2005[3],
- Заслуженный артист Азербайджанской ССР — 1989.
- Персональная пенсия Президента Азербайджанской Республики — 2019[4].